# Egas Moniz
Egas Moniz (fullständigt namn António Caetano de Abreu Freire Egas Moniz, också känd som António Egas Moniz), född 29 november 1874 i Avanca, Estarreja, död 13 december 1955 i Lissabon, var en portugisisk läkare och politiker.

## Biografi
Egas Moniz innehade flera akademiska befattningar, skrev många medicinska artiklar och tjänstgjorde även på flera legala och diplomatiska poster i den portugisiska regeringen, bland annat som utrikesminister 1918–1919. 
År 1911 blev han professor i neurologi i Lissabon och hade denna befattning till sin pensionering år 1944. Samtidigt fortsatte han en krävande politisk karriär.
Egas Moniz betraktas som en av grundarna av den moderna psykokirurgin. Han introducerade 1927 kärlröntgen av hjärnan, och utvecklade på 1930-talet en neurokirurgisk operationsmetod (lobotomi) för lindrande av ångest, vid till exempel schizofreni, samt vid svåra smärttillstånd.
För sina upptäckter, fick António Egas Moniz, tillsammans med Walter Rudolf Hess, Nobelpriset i fysiologi eller medicin år 1949.